# 教科書採択
教科書採択（きょうかしょさいたく）は、小学校・中学校・高等学校・中等教育学校・特別支援学校において、学校の授業で使用する教科用図書（教科書）を選定することである。

## 概要
現行制度は、小学校・中学校・高等学校・中等教育学校・特別支援学校では「文部科学大臣の検定を経た教科用図書又は文部科学省が著作の名義を有する教育用図書を使用しなければならない」としている。教科書検定制度のもとで、同じ教科・科目でも複数社・複数種類の教科書が発行されているため、その中から1種類の教科書を選定する必要が生じる。
なお、大学などの高等教育機関に対しては教科書に関する規定はなく、授業で使用する教科書・使用教材の有無や内容については各学校・教員の裁量の範囲に属している。

## 義務教育

### 教科書採択の権限
教科書採択の権限は、公立（市区町村立または都道府県立）の小学校、中学校、中等教育学校前期課程、特別支援学校（初等部・中等部）といった義務教育諸学校の場合、当該学校を設置する市区町村または都道府県の教育委員会にあるとされる。なお、国立・私立の義務教育諸学校については、当該学校の校長に権限があると行政は解している。

### 採択地区
教科書の採択区域については、都道府県教育委員会が「市若しくは郡の区域又はこれらの区域をあわせた地域に、教科用図書採択地区を設定しなければならない」とされている。実際には、市・郡を単位として採択区域が定められている場合もあるが、地理的条件や文化圏・経済圏などが同一の地域をひとまとめにして、複数の市や郡からなる採択区域が定められている場合もある（共同採択）。また政令指定都市では、市内をいくつかの採択地区に分けて地区ごとに採択をおこなっている場合もある。

### 教育委員会
都道府県教育委員会は、検定済教科書の中から各教科・分野ごとにそれぞれ1種類ずつ、都道府県立学校で使用する教科書を採択する。このほか都道府県教育委員会は、市区町村教育委員会への採択のアドバイスをおこなう。都道府県教育委員会では、市区町村教育委員会へのアドバイスの目的で、学識経験者や教育委員会関係者・教職員などからなる教科用図書選定審議会を設置することができる。
市区町村教育委員会はその設置する学校について、各教科・分野ごとにそれぞれ教科書を採択する。市区町村教育委員会の教科書採択の際には、都道府県教育委員会からのアドバイスや、各社の教科書についての教員からの感想・意見なども参考にする。

### 教員
教員には、現行制度上、直接の採択権はない。
自治体によっては、教育委員会に対して教科書に関する意見を述べることのできるような仕組みが整えられている場合もある。具体的には、所属学校を通じての意見文書提出や、教科書展示会で各社教科書の見本を展示して会場に意見投書箱を設置するなどの方法がとられている。

### 国の関与
国に採択の権限はない。また、教育の政治的中立性確保の要請、地方公共団体の自主性、自立性、および地方公共団体の事務処理に関する国の関与の法定主義に鑑み、教科書採択に国が介入することは原則として避けるべきであり、関与しなければならない場合も、必要最小限度に留め、自主性及び自立性に配慮しなければならない。
もっとも、文部科学大臣は、事務の適正な処理を図るため、必要な指導、助言又は援助を行うことができる。また、教育委員会に法令違反や任務懈怠がある場合には、是正を要求し、または指示することができる。

### 採択の期間
1989年告示の改訂学習指導要領（小学校では1992年度より、中学校では1993年度より施行）より、検定・採択とも4年ごとに行われている。ただし、学習指導要領の改訂時には4年より短い周期となる。また、不合格時の再申請による検定を除く。
| 学習指導要領施行年度 | 検定年             | 採択年             | 使用開始年         | 備考                |
| -------------------- | ------------------ | ------------------ | ------------------ | ------------------- |
| 1992年度 - 2001年度  | 1990年（平成2年）  | 1991年（平成3年）  | 1992年（平成4年）  |                     |
| 1992年度 - 2001年度  | 1994年（平成6年）  | 1995年（平成7年）  | 1996年（平成8年）  |                     |
| 1992年度 - 2001年度  | 1998年（平成10年） | 1999年（平成11年） | 2000年（平成12年） |                     |
| 2002年度 - 2010年度  | 2000年（平成12年） | 2001年（平成13年） | 2002年（平成14年） |                     |
| 2002年度 - 2010年度  | 2003年（平成15年） | 2004年（平成16年） | 2005年（平成17年） |                     |
| 2002年度 - 2010年度  | 2007年（平成19年） |                    |                    | 検定申請なし        |
| 2011年度 - 2019年度  | 2009年（平成21年） | 2010年（平成22年） | 2011年（平成23年） |                     |
| 2011年度 - 2019年度  | 2013年（平成25年） | 2014年（平成26年） | 2015年（平成27年） |                     |
| 2011年度 - 2019年度  | 2016年（平成28年） | 2017年（平成29年） | 2018年（平成30年） | 特別の教科 道徳のみ |
| 2011年度 - 2019年度  | 2017年（平成29年） |                    |                    | 検定申請なし        |
| 2020年度以降         | 2018年（平成30年） | 2019年（令和元年） | 2020年（令和2年）  |                     |
| 2020年度以降         | 2022年（令和4年）  | 2023年（令和5年）  | 2024年（令和6年）  |                     |

| 学習指導要領施行年度 | 検定年             | 採択年             | 使用開始年         | 備考                            |
| -------------------- | ------------------ | ------------------ | ------------------ | ------------------------------- |
| 1993年度 - 2001年度  | 1991年（平成3年）  | 1992年（平成4年）  | 1993年（平成5年）  |                                 |
| 1993年度 - 2001年度  | 1995年（平成7年）  | 1996年（平成8年）  | 1997年（平成9年）  |                                 |
| 1993年度 - 2001年度  | 1999年（平成11年） |                    |                    | 検定申請なし                    |
| 2002年度 - 2011年度  | 2000年（平成12年） | 2001年（平成13年） | 2002年（平成14年） |                                 |
| 2002年度 - 2011年度  | 2004年（平成16年） | 2005年（平成17年） | 2006年（平成18年） |                                 |
| 2002年度 - 2011年度  | 2008年（平成20年） | 2009年（平成21年） | 2010年（平成22年） |                                 |
| 2012年度 - 2020年度  | 2010年（平成22年） | 2011年（平成23年） | 2012年（平成24年） |                                 |
| 2012年度 - 2020年度  | 2014年（平成26年） | 2015年（平成27年） | 2016年（平成28年） |                                 |
| 2012年度 - 2020年度  | 2017年（平成29年） | 2018年（平成30年） | 2019年（令和元年） | 特別の教科 道徳のみ             |
| 2012年度 - 2020年度  | 2018年（平成30年） |                    |                    | 申請のあった1点が申請を取り下げ |
| 2021年度以降         | 2019年（令和元年） | 2020年（令和2年）  | 2021年（令和3年）  |                                 |
| 2021年度以降         | 2023年（令和5年）  | 2024年（令和6年）  | 2025年（令和7年）  |                                 |

## 高等学校
高等学校における教科書採択では、義務教育諸学校と異なり、広域採択制に類するシステムはない。各学校ごとに教科書を採択している。また各年度ごとに採択がおこなわれる。
高等学校での法令上の教科書採択権者の定めは明記されていないが、文部科学省の解釈によると公立学校の場合は所管教育委員会に採択権があるとしている。

## 問題
上述のように、義務教育諸学校において教科書採択の権限・責任の所在と採択地区の範囲がズレているため、採択地区内の教育委員会委同士の間で協議が調わなかった場合に問題を生じることとなった。
平成25年度までは、共同採択の「ときは、当該採択地区内の市町村の教育委員会は、協議して種目ごとに同一の教科用図書を採択しなければならない」とのみ規定されていた。協議を行う組織についての規定がなかった。
そこで、2014年4月9日、国は、採択地区協議会の設置を義務づける法改正を行った。これは平成26年度の採択から適用される。
もっとも、協議や共同採択の手続・方法などは規定されていない。また、概要に書かれた通り、依然としてそれぞれの教育委員会が教科書採択の権限を有することに変わりはない。したがって、一つの教育委員会が共同採択の規定に違反して協議と異なる教科書を採択した場合でも、当該公立学校では当該教育委員会が採択した教科書が使用され、教科書無償措置法との関係で違法の問題が残るにすぎない。

## 歴史
明治時代中期までの義務教育の教科書は、認可制の時代を経て検定制となっていた。検定制の時代は道府県単位での採択がおこなわれていた。当時の政府・文部省が教科書国定化を企図していたことに加えて、1902年に教科書疑獄事件が発覚したことなどが背景となり、1903年から1945年までは教科書が国定化された。国定教科書の時代は、文部省が発行する国定教科書1種類以外には選択肢がないために、教科書採択の余地はなかった。
第二次世界大戦終戦後の改革を機に国定教科書制度は廃止され、1949年に教科書検定制度へと転換した。1962年までは各学校に教科書の採択権があり、各学校の教師が各教科書を調査研究・比較した上で使用教科書を選択していた。
しかし1963年、教科書無償制度の実現により、教科書無償措置法の規定にしたがって、教科書採択の権限は教育委員会へと移ることになった。その一方で、現場の教師が教科書採択の権限を持つべきだという考え方も根強くある。例えば1996年12月16日に発表された行政改革委員会の「規制緩和の推進に関する意見（第2次）」では、教科書採択への改善意見について、将来的には学校単位での採択をおこなえるようにすること・採択区域を縮小すること・採択方法を改善することなどが提案されている。